# Stephen King-adaptációk listája
Ezen a listán a Stephen King műveiből készült adaptációk szerepelnek:

## Mozifilmek
- 1976: Carrie
- 1980: Ragyogás (The Shining)
- 1982: Creepshow – A rémmesék könyve (Creepshow) (eredeti forgatókönyv)
- 1983: Cujo
- 1983: A holtsáv (The Dead Zone)
- 1983: Christine
- 1984: A kukorica gyermekei (Children of the Corn)
- 1984: Tűzgyújtó (Firestarter)
- 1985: Macskaszem (Cat's Eye)
- 1985: Ezüst pisztolygolyók (Silver Bullet)
- 1986: Maximális túlhajtás (Maximum Overdrive)
- 1986: Állj mellém! (Stand by Me)
- 1987: A menekülő ember (The Running Man)
- 1989: Kedvencek temetője (Pet Sematary)
- 1990: Éjszakai műszak (Graveyard Shift)
- 1990: Tortúra (Misery)
- 1992: Kedvencek temetője 2. (Pet Sematary Two)
- 1992: A fűnyíró ember (The Lawnmower Man)
- 1992: Alvajárók (Sleepwalkers) (eredeti forgatókönyv)
- 1993: A rémkoppantók (The Tommyknockers)
- 1993: Halálos árnyék (The Dark Half)
- 1993: Hasznos holmik (Needful Things)
- 1994: A remény rabjai (The Shawshank Redemption)
- 1995: A mángorló (The Mangler)
- 1995: Dolores Claiborne
- 1996: Sorvadj el! (Thinner)
- 1997: Az éjjeli vadász (The Night Flier)
- 1998: Az eminens (Apt Pupil)
- 1999: Halálsoron (The Green Mile)
- 1999: Düh: Carrie 2. (The Rage: Carrie 2) (karakterek)
- 2001: Atlantisz gyermekei (Hearts in Atlantis)
- 2003: Álomcsapda (Dreamcatcher)
- 2004: A titkos ablak (Secret Window)
- 2004: A golyó (Riding the Bullet)
- 2007: 1408
- 2007: A köd (The Mist)
- 2007: No Smoking
- 2009: Dolan és a Cadillac (Dolan's Cadillac)
- 2013: Carrie
- 2014: Egy jó házasság (A Good Marriage) (eredeti forgatókönyv)
- 2014: Mercy
- 2016: Mobil (Cell)
- 2017: A Setét Torony (The Dark Tower)
- 2017: Az (It)
- 2019: Az – Második fejezet (It: Chapter Two)
- 2019: Álom doktor (Doctor Sleep)
- 2019: Kedvencek temetője (Pet Sematery)
- 2022: Tűzgyújtó (Firestarter)
- 2025: A majom (The Monkey)

## Tévé- és videófilmek, valamint így megjelent folytatások, remake-ek
- 1987: Creepshow 2. – Rémmesék (Creepshow 2)
- 1987: Vámpírok városa (A Return to Salem's Lot) (karakterek)
- 1990: Történetek a sötét oldalról (Tales from the Darkside: The Movie)
- 1991: Néha visszatérnek (Sometimes They Come Back) (TV)
- 1993: A kukorica gyermekei 2. – A végső áldozat (Children of the Corn II: The Final Sacrifice)
- 1995: A kukorica gyermekei 3. – A terjeszkedő gyökerek (Children of the Corn III: Urban Harvest)
- 1996: Kárhozottak (Sometimes They Come Back... Again) (Video) (karakterek)
- 1997: Ámokfutó kamionok (Trucks) (TV)
- 1996: A kukorica gyermekei 4. (Children of the Corn IV: The Gathering) (Video)
- 1996: A fűnyíróember 2. – Jobe háborúja (Lawnmower Man 2: Beyond Cyberspace)
- 1997: Quicksilver Highway (TV)
- 1998: A kukorica gyermekei 5. – A sikolyok földje (Children of the Corn V: Fields of Terror) (Video)
- 1998: A kárhozottak visszatérnek (Sometimes They Come Back… for More) (Video) (karakterek)
- 1999: A kukorica gyermekei 666 (Children of the Corn 666: Isaac's Return) (Video)
- 2001: A kukorica gyermekei: Reveláció (Video)
- 2001: A mángorló 2 (Video)
- 2002: Carrie (TV)
- 2002: A tűzgyújtó 2. – Fellángolás (Firestarter 2: Rekindled) (TV) (karakterek)
- 2003: Ellen Rimbauer naplója (The Diary of Ellen Rimbauer) (TV) (karakterek)
- 2005: The Mangler Reborn (Video)
- 2006: Sivatagi rémálom (Desperation) (TV)
- 2007: Creepshow 3 (Video)
- 2009: A kukorica gyermekei (Children of the Corn) (TV)
- 2011: A kukorica gyermekei: Genesis (Video)
- 2014: A dagadt sofőr (Big Driver) (TV)
- 2017: Bilincsben (Gerald's Game) (Netflix)
- 2019: A magas fűben (In the Tall Grass) (Netflix)
- 2023: Kedvencek temetője: Vérvonalak (Pet Sematary: Bloodlines) (Paramount+)
- 2024: Borzalmak városa (Salem's Lot) (HBO Max)

## Sorozatok és minisorozatok
- 1979: A gonosz háza (Salem's Lot)
- 1990: Az (It)
- 1991: Az aranykor (Golden Years) (eredeti forgatókönyv)
- 1993: A rémkoppantók (The Tommyknockers)
- 1994: Végítélet (The Stand)
- 1995: Langolierek – Az idő fogságában (The Langoliers)
- 1997: Ragyogás (The Shining)
- 1999: Az évszázad vihara (Storm of the Century) (eredeti forgatókönyv)
- 2002–2007: A holtsáv (The Dead Zone)
- 2002: A rózsa vére (Rose Red) (eredeti forgatókönyv)
- 2004: A félelem kórháza (Kingdom Hospital) (Lars von Trier A birodalom című sorozata alapján)
- 2004: Borzalmak városa (Salem's Lot)
- 2006: Rémálmok és lidércek (Nightmares and Dreamscapes)
- 2011: Csontzsák (Bag of Bones)
- 2010–2015: Haven
- 2013–2015: A búra alatt (Under the Dome)
- 2016: 11.22.63
- 2017–2019: Mr. Mercedes
- 2018–2019: Castle Rock
- 2020: A kívülálló (The Outsider)
- 2020–2021: Végítélet (The Stand)